# Обласна краєзнавча премія імені Володимира Ястребова
Обласна краєзнавча премія імені Володимира Ястребова — краєзнавча іменна премія на відзначення досягнень в галузі вивчення та популяризації історії й культури Кіровоградщини заснована рішенням обласної ради від 14 грудня 1993 року № 221. 
Має ім'я видатного вченого, історика, етнографа й фольклориста Володимира Ястребова.

## Історія й опис
Обласна краєзнавча премія імені Володимира Ястребова заснована рішенням Кіровоградської обласної ради від 17 грудня 1993 року. Премія присуджується щороку на конкурсній основі за кращі науково-дослідницькі, науково-популяризаторські роботи з питань історії, культури та природи Кіровоградщини, а також музейним установам, працівникам музейних установ за особистий внесок у розвиток музейної справи. Премія і почесна відзнака – «Степовий орел» вручається щорічно 18 травня, у Міжнародний день музеїв.
Премія присуджується у трьох номінаціях. У номінації “Наукові дослідження з історії краю” розглядаються друковані праці істориків, дослідників, краєзнавців з історії та етнографії Кіровоградської області, що базуються на історичних джерелах та інтерпретують власні висновки з того чи іншого історичного факту.
У номінації “Краєзнавчі розвідки з історії міст і сіл області” розглядаються друковані та/або електронні праці, монографії або інший вид робіт із локального та/або прикладного дослідження, що стосується історії окремих населених пунктів, трудових і творчих колективів Кіровоградщини.

У номінації “Популяризація історико-культурної та природничої спадщини краю, розвиток музейної справи” розглядаються друковані, електронні, кіно- відеоматеріали, телепрограми, що популяризують історико-культурну та природничу спадщину Кіровоградської області; досягнення колективів музейних установ або окремих музейних працівників у розвитку музейної справи.
Для участі в конкурсі можуть подаватися друковані роботи обсягом не менше п'яти умовних друкованих аркушів, мультимедійні, кіно- відеоматеріали, телепрограми з краєзнавства, записані на касети, тривалістю не менше 20 хвилин, фотороботи формату 13х18 см у кількості 50 штук (або більше) із супроводжуючим текстом; паспорт музею, історична довідка, творчий звіт музею або обґрунтоване подання на окремого музейного працівника.
До всіх поданих на розгляд конкурсної комісії робіт мають бути додані рецензії двох фахівців.
Одному й тому ж автору, за винятком учасників колективних робіт, за роботи в одному жанрі премія двічі не присуджується.
У разі відсутності робіт, гідних премії, премія не присуджується.
Члени конкурсної комісії не мають права подавати свої роботи для участі в конкурсі.
Роботи подаються на конкурс, як правило, державною мовою.

## Лауреати краєзнавчої премії імені Володимира Ястребова
| Рік присудження премії | Лауреати |
| ---------------------- | --- |
| 1994                   | Віктор Ярош Леонід Куценко Федір Шепель |
| 1995                   | Олександр Чуднов Юрій Матівос Ніна Керімова Іван Проценко |
| 1996                   | Сергій Піддубний Сергій Шевченко Ольга Аболмасова Анатолій Юрченко |
| 1997                   | Василь Бондар Михайло Ножнов Олександр Босий |
| 1998                   | Олександр Рябошапка Віктор Биков Борис Бурдіян |
| 1999                   | Нінель Бокій Леонід Солгутовський Петро Кизименко |
| 2000                   | Валентина Сіденко Борис Кокуленко Дмитро Фартушняк |
| 2001                   | Володимир Босько Федір Плотнір Григорій Перебийніс |
| 2002                   | Грирогій Гусейнов Василь Білошапка Борис Кузик Володимир Шурапов |
| 2003                   | Володимир Мощинський Микола Хомандюк Олег Попов Роман Ляшенко |
| 2004                   | Анатолій Пивовар Олег Бабенко Роза Турбай |
| 2005                   | Володимир Панченко Микола Ковальчук Владислав Журавський Олексій Павличук Олександр Комірний |
| 2006                   | Віктор Петраков Петро Сидора Володимир Левицький Станіслав Янчуков |
| 2007                   | Іван Петренко Анатолій Кохан Марина Долгіх |
| 2008                   | Петро Сидоренко Світлана Присяжнюк Вячеслав Шкода Дмитро Проскаченко Віктор Маруценко |
| 2009                   | Сергій Піддубний Ліна Кабацюра Тетяна Печериця Віктор Сергєєв |
| 2010                   | Авторський колектив видання «Бібліотека – свідок і творець історії краю» Лариса Гайда Сергій Ламанов Світлана Ламанова |
| 2011                   | Василь Даценко Сергій Бабенко Авторський колектив книги «Технічна освіта на Кіровоградщині:історичний нарис» Василь Сурмило Віталій Постриган                                                                               |
| 2012                   | Анатолій Кривульченко Авторський колектив проекту «Пишаємось тобою, рідний краю» Валерій Жванко Зінаїда Жванко |
| 2013                   | Авторський колектив навчального посібника «Кіровоградщина. Історія рідного краю» Авторський колектив телевізійного проекту «Озирнись!» Авторський колектив Наукового збірника Кіровоградського обласного краєзнавчого музею |
| 2014                   | Ольга Голованова Олександр Терещенко Леонід Балацький |
| 2015                   | Вадим Смотренко Віктор Похиленко Авторський коллектив Народного музею визволення Кіровоградщини |
| 2016                   | Петро Озеров Юрій Тютюшкін |
| 2017                   | Юрій Митрофаненко Олена Классова |
| 2018                   | Борис Шевченко Станіслав Янчуков Олександр Березан Володимир Поліщук |
| 2019                   | Оксана Бабенко Віктор Білоус Ольга Степанова |
| 2020                   | Олександр Ковальков Оксана Лутай |
| 2021                   | Віктор Голобородько Роман Базака Володимир Васильченко |
| 2022                   | Премія не присуджувалась |
| 2023                   | Премія не присуджувалась |
| 2024                   | Премія не присуджувалась |
| 2025                   | Олександр Жосан Сергій Мілютін Інна Тільнова |
| .                      | . |